# Mystigma
Mystigma ist eine deutsche Dark-Rock-/Gothic-Rock-/Metal-Band aus Osnabrück, die bis 2005 noch unter den Namen Tears of Mystigma bekannt war.

## Geschichte
Gegründet wurde Mystigma 1993 (damals noch unter dem Namen Tears of Mystigma) von dem Sänger Torsten Bäumer, dem Gitarristen Clemens Leugers und dem Schlagzeuger Guido Lüttmann. Nach ersten musikalischen Gehversuchen und diversen Besetzungswechseln kristallisierte sich 1994 ein festes Line-up heraus. Jörg Bäumer, der jüngere Bruder von Torsten Bäumer, sowie Stephan Richter stießen zur Band.
In dieser Besetzung spielte die Band ihr erstes Demo Caressing Mystigma ein, welches seinerzeit nur auf Kassette erhältlich war. 1997 folgte die erste EP mit dem Titel The Vanishing Sun.
Der Wunsch nach mehr Facetten in ihrer Musik führte dazu, dass die Band 1998 durch Keyboarder Gunter Wißmann verstärkt wurde. Im darauf folgenden Jahr ersetzte Jens Meier den ersten Schlagzeuger G. Lüttmann. Im Jahr 2000 veröffentlichte die Band ihr erstes vollständiges Album Reflect Project: Colder Side in Eigenregie. 2002 folgte erneut in Eigenregie eine EP mit dem Titel Higher Circumstance. Kurz vor Veröffentlichung stieg Gunter Wißmann aus, spielte aber auf Higher Circumstance bei zwei Titeln noch die Keyboards ein.
2005 folgte die Umbenennung in das schlichtere Mystigma. Die Band unterschrieb einen Vertrag bei Equinoxe Records, wo bereits u. a. The House of Usher unter Vertrag standen und später z. B. Mental Defect folgen sollte, und veröffentlichte das Album Universal Surrender. Zur Promotion des Albums folgten einige Konzerte bei Festivals wie z. B. dem Wave-Gotik-Treffen. Auch absolvierten Mystigma Clubgigs und Support Shows für Das Ich.
Ende 2005 verließ Schlagzeuger Jens Meier die Band und wurde 2006 durch Gordon M. Zagon ersetzt. Es wurde ein Demo eingespielt, aus welchem einige Jahre später der Song I Don't Need You als Download auf diversen Portalen eingestellt wurde.
2007 endete die Zusammenarbeit mit Gordon M. Zagon, woraufhin der vorherige Schlagzeuger Jens Meier wieder zur Band stieß. Gleichzeitig verkündete Gitarrist Clemens Leugers im selben Jahr seinen Abschied. Die Band arbeitete nun als Quartett an neuen Songs. Eine weitere Zusammenarbeit mit Equinoxe Records kam nicht zustande, so dass Mystigma schließlich bei Echozone einen Vertrag unterzeichnete. 2010 veröffentlichte sie das Album Andagony. Es folgten Konzerte unter anderem mit Zeraphine und Tunes of Dawn.
Schlagzeuger Jens Meier verließ Ende 2011 erneut die Band. Unterstützt von einem Gastmusiker am Schlagzeug begann die Band im Herbst 2011 mit den Aufnahmen zu einem neuen Album. Im Frühjahr 2012 verkündete die Band den Zugang von Schlagzeuger Malte Hagedorn.
Im März 2013 wurde das Album Unzerbrechlich veröffentlicht, im Frühjahr 2014 erschien die EP Gottlos.
Im März 2016 präsentierten Mystigma ein Video zu dem Lied Diva Harmagedon als Vorbote zum Album Schattenboten, welches im April 2016 veröffentlicht wurde.
Auf dem 2018 erschienenen Album Unter Wölfen arbeitete die Band mit dem Cellisten Bennie Cellini (Letzte Instanz) zusammen, der bei drei Stücken Cello spielte.
2020 stand für die Band im Zeichen intensiver Studioarbeit, weswegen die Einschränkungen durch die pandemiebedingten Lockdowns nicht allzu sehr zum Tragen kamen. Im darauffolgenden Jahr erschien das Album Gebete, auf dem Gastsängerin Tina Frank (u. a. Eisbrecher) in sechs der insgesamt 13 Stücke zu hören ist.
Nachdem 2022 das Live-Geschäft wieder angelaufen war, veröffentlichten Mystigma im Januar 2025 die Single Erfroren, welche ein neues Album ankündigte und den Beginn der Zusammenarbeit mit dem Label Danse Macabre eingeläutet hat.

## Stil
Waren Mystigma zu Beginn noch stark vom melodischen Death Metal und Bands wie Dark Millennium beeinflusst, versuchten sie auf The Vanishing Sun auch erstmals Keyboards und melodische Gesangslinien in ihre Musik einzuflechten. Bands wie Paradise Lost und Tiamat zählte die Band zu jener Zeit zu ihren größten musikalischen Einflüssen. Heute wird die Band im Allgemeinen dem Dark Rock zugewiesen.

## Diskografie
- 1995: Caressing Mystigma (als Tears of Mystigma, Demo)
- 1997: The Vanishing Sun (als Tears of Mystigma, EP)
- 2000: Reflect Project: Colder Side (als Tears of Mystigma, CD)
- 2002: Higher Circumstance (als Tears of Mystigma, EP)
- 2005: Universal Surrender (CD)
- 2010: Andagony (CD)
- 2012: Tiefes Rot (Download-Single)
- 2013: Unzerbrechlich (CD)
- 2014: Gottlos (Download-Single)
- 2016: Schattenboten (CD)
- 2018: Unter Wölfen (CD)
- 2020: Nur dein Himmel nicht (Download-Single)
- 2021: Gebete (CD)
- 2023: Martyris (Download-Single)
- 2025: Erfroren (Download-Single)